# Liga pár páru
Liga pár páru (LPP; angl. Couple to Couple league, CCL) je mezinárodní křesťanská organizace, jejímž hlavním cílem je šíření symptotermální metody (STM) přirozeného plánování rodičovství a propagace tzv. ekologického kojení. Její název je odvozen od principu výuky: dobrovolnické manželské páry vyučují tuto metodu a s ní spojené etické aspekty další manžele a snoubence. České ústředí LPP se sídlem v Kladně zprostředkovává kurzy STM v celé oblasti České republiky.